# François Brune
Padre François Brune (Vernon, 18 agosto 1931 – Parigi, 16 gennaio 2019) è stato uno scrittore e religioso francese.
È autore di numerose opere che riguardano la teologia, la spiritualità, la vita dopo la morte e il paranormale in rapporto alla fede cattolica e ortodossa.

## Biografia

### Formazione
Formatosi alla Sorbona di Parigi, in seguito ha approfondito i suoi studi dapprima presso l'Istituto Cattolico di Parigi, poi all'Università di Tubinga. Ha studiato lingue antiche (latino, greco, assiro babilonese, ebraico, egiziano); ha svolto studi teologici presso l'Istituto Biblico di Roma.

### L'interesse per la comunicazione con i defunti
(I morti ci parlano – 1993 di François Brune)

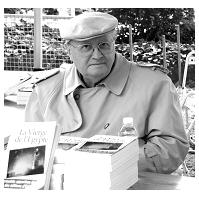
Padre François Brune, nel 2008

Docente di teologia e Sacra Scrittura, si è occupato a lungo di fenomeni paranormali e inoltre ha fatto parte del Comitato di ricerca della sezione francese dello IANDS, l'organizzazione internazionale per lo studio delle esperienze in punto di morte.
Membro di associazioni sulla transcomunicazione strumentale anche in Lussemburgo e in Germania, ha pubblicato articoli in riviste francesi e straniere e partecipato a trasmissioni televisive in Italia e all'estero sulle tematiche inerenti alla presunta possibilità di comunicare con i defunti.
È stato relatore in congressi di parapsicologia tra i quali quelli organizzati dal Movimento della Speranza.

#### I morti ci parlano
("I morti ci parlano", 1993 di François Brune)
La sua notorietà tra gli studiosi e curiosi delle questioni inerenti alla parapsicologia comincia soprattutto a partire dalla pubblicazione nel 1989 del suo lavoro sui presunti fenomeni di transcomunicazione strumentale con i defunti, I morti ci parlano (di cui è uscita una seconda edizione riveduta e aggiornata del 1993), ed è via via cresciuta con i lavori successivi tra i quali: In diretta dall'aldilà. La transcomunicazione strumentale: realtà o utopia scritto insieme allo scienziato Rémy Chauvin nel 1998.
I morti ci parlano, che nel frattempo è stata tradotta e pubblicata in sette lingue è divenuta un punto di riferimento per gli studiosi e appassionati del settore.

### La macchina del tempo
Una delle più recenti pubblicazioni di Brune riguarda la possibilità di osservare il passato attraverso una macchina detta cronovisore. Brune afferma che l'interesse per questo tema ha origine da un incontro avuto molti anni prima con lo scienziato oltre che religioso, padre Pellegrino Ernetti il quale era stato, tra l'altro, collaboratore di padre Agostino Gemelli all'Università Cattolica del Sacro Cuore di Milano in qualità di fisico. Padre Ernetti a suo tempo gli avrebbe parlato di un progetto pensato e messo a punto anni addietro insieme ad altri eminenti scienziati internazionali tra cui l'italiano Enrico Fermi e il tedesco Von Braun, su un'ipotetica macchina del tempo di cui era stato messo al corrente lo stesso papa. Da questo scenario prende le mosse Il nuovo mistero del Vaticano. La macchina del tempo del 2002 in cui il religioso francese conduce un'indagine su una scoperta ai limiti della fantascienza, ovvero il cronovisore e la sua storia.

Il padre François Brune e il professore Rémy Chauvin, durante il primo congresso internazionale dedicato alla transcomunicazione intrumentale — e anche conosciuta come fenomeno delle voci elettroniche — che si è tenuto in Francia, a Versailles, il 26-27 marzo 1994.

Ha diretto la collana La vita e l'aldilà per l'editore Robert Laffont.

### La conversione e morte
Dopo il concilio Vaticano II incominciò a distaccarsi sempre più dal cattolicesimo e soprattutto dalle teologie elaborate da Sant Agostino e San Tommaso D'Aquino. Nella pasqua del 2018 decise dunque di convertirsi all'ortodossia cristiana nella parrocchia di Vanves.
Il funerale si svolse presso la Cattedrale ortodossa della Santissima Trinità di Parigi.

## Opere
- Pour que l'homme devienne Dieu (1983)
- I morti ci parlano (1989), Reverdito Editore
- In diretta dall'aldilà. La transcomunicazione strumentale: realtà o utopia (con Rémy Chauvin, 1998)
- Il nuovo mistero del Vaticano. La macchina del tempo (2002)
- Cronovisore (2002), Edizioni Mediterranee